# Эрмет Римский
Эрмет (Греция, I век — Рим, 120 год) — святой мученик Римский. День памяти — 28 августа.
По преданию святой Эрмет был богатым вольноотпущенником греческого происхождения. Он был замучен в Риме со товарищи по приказу судьи по имени Аврелиан. Святой Гермет был похоронен на кладбище Бассилла.
Считается, что имя святого появляется в Римском мартирологе (Martyrologium Hieronymianum) в составе Depositio Martyrum в Хронографе 354 года:
A Roma nel cimitero di Basilla sulla via Salaria antica, sant'Ermete, martire, che, come riferisce il papa san Damaso, venne dalla Grecia e Roma accolse come suo cittadino quando patì per il santo nome.
Папа Римский Пелагий II посвятил святому кладбище и базилику, построенную над его гробницей, которая впоследствии была восстановлен папой Адрианом I (772—795). Именем святого названы катакомбы на Виа Салария.
Несмотря на то, что католическая церковь признала святого Эрмета, его поминовение было удалено из календаря святых в 1969 году из-за нехватки информации о нём.
По приказу папы Римского Григория IV  тело святого было перевезено в 829 году в базилику святого евангелиста Марка. В XVIII веке части мощей почитались в Сант-Алессио и Сан-Клементе, а его рука была выставлена в Санта-Мария-Маджоре. По преданию у пальца святого, доставленного во Францию, были явлены несколько чудес.